# Пек (магазин)
Пек (итал. Peck) — продуктовый магазин (гастроном) в Милане (Италия), недалеко от Миланского собора.

## История
Магазин был основан в 1883 году торговцем гастрономическими изделиями из Праги Франческо Пеком. Располагался по адресу виа Орефичи 2. В ассортимент магазина входили в основном колбасные изделия и копчёности. Пек вскоре приобрёл большую известность в Милане. 
В 1918 году магазин был куплен Элизео Маньяги и переехал в здание по адресу виа Спадари 9, где располагается по сей день. Ассортимент был расширен за счёт свежих макаронных изделий, равиоли и готовых блюд. 
Со временем «Пек» стал местом встреч представителей искусства, писателей и актёров. Среди постоянных посетителей были Габриэле Д’Аннунцио, Дарио Никкодеми, Арнальдо Фраккароли, Ренато Симони и другие. 
В 1956 году владельцами магазина стали братья Джованни и Луиджи Грациоли, сыновья провинциального торговца. В 1970 году магазин приобрели Анджело, Ремо и Марио Стоппани. А в ноябре 2010 года Пек вошёл в состав холдинга BCA, принадлежащего Кристиану Канталуппи.
В 2007 году доход магазина составил 25 млн евро. В 2008 году в нём работало ок. 100 человек.